# 開拓使号客車

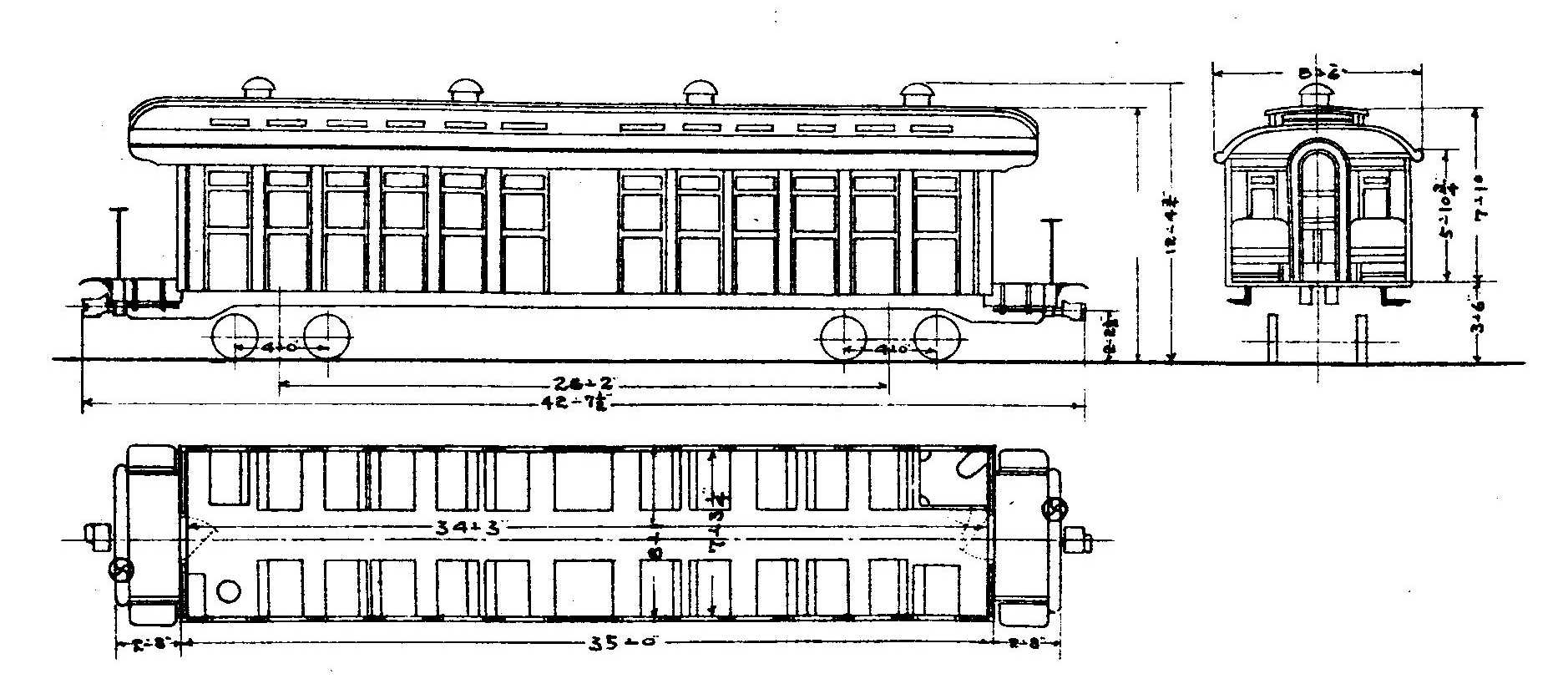
形式図

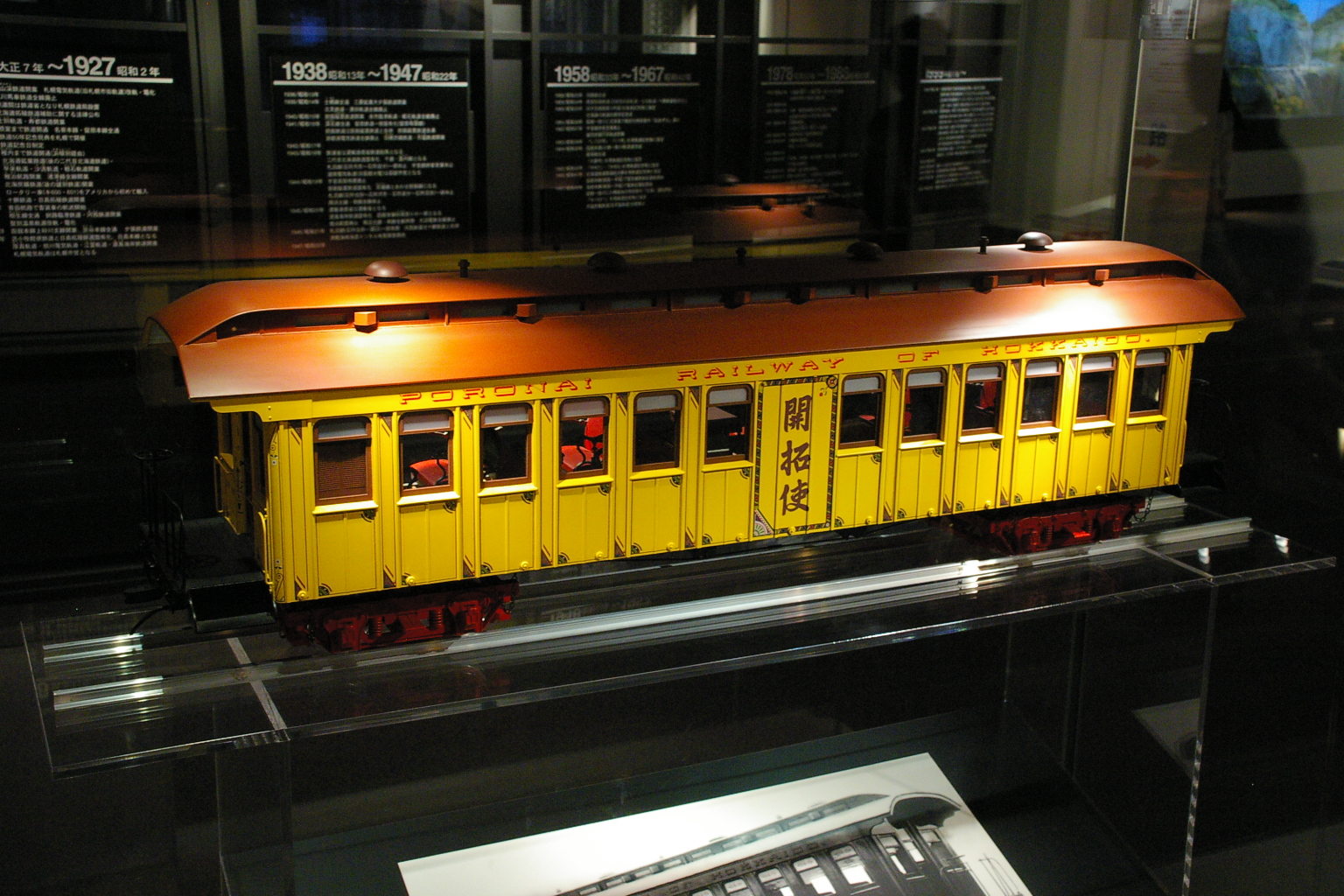
小樽市総合博物館所収の模型

開拓使号客車（かいたくしごうきゃくしゃ）は、1880年（明治13年）に開業した北海道で最初の鉄道である官営幌内鉄道で使われた開拓使等の政府高官専用の特別客車である。アメリカのハーラン・アンド・ホリングスワース(Harlan and Hollingsworth)社で製造されたものである。

## 特徴
アメリカ式開放客室で、中央通路・デッキ・転換式クロスシートを持ち、飲料水タンク、洋式便所、ストーブがあるのも特徴である。曲線区間でも安定走行が可能なボギー車で、また当時最新技術の空気ブレーキが使用されている。車体は、台枠に至るまで木製で、台車にも一部木材が使用されている。
当時、本州ではネジ式鎖連結器であったが、開拓使号客車を含む幌内鉄道ではアメリカで実用化されたミラー式自動連結器が採用されている。

## 経歴
幌内鉄道開業にあたって用意された8両の客車のうち、最上級の客車で、1両のみが存在した。番号はなく、「開拓使」がこの客車の名称であった。1881年（明治14年）8月に明治天皇が北海道へ行幸し、8月30日にお召し列車が運転された。その際御乗用となったのが本車である。
1889年（明治22年）の幌内鉄道民営化にともない、北海道炭礦鉄道に引き継がれたが、1906年（明治39年）に鉄道国有法により買収され、国有鉄道に籍を移した。1911年（明治44年）に制定された鉄道院の称号規程により、5010形（コトク5010）に改められた。1923年（大正12年）、弁慶号機関車とともに、保存のため東京に送られ大井工場内の御料車庫に保管。1948年（昭和23年）、交通博物館へ移されて公開された。
　

## 保存

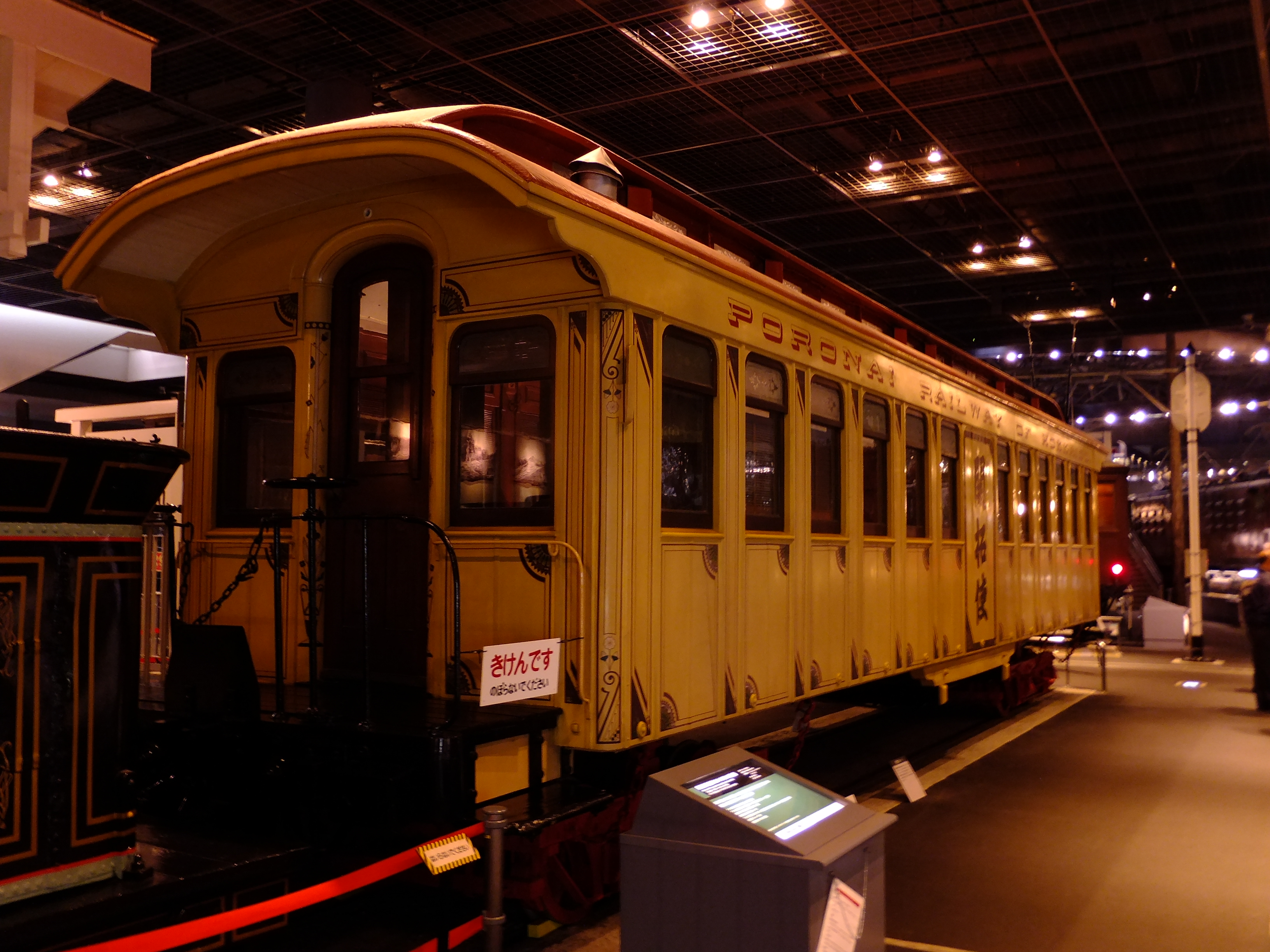
鉄道博物館に保存されている開拓使号客車

1961年（昭和36年）に鉄道記念物に指定された。2007年（平成19年）から埼玉県さいたま市の鉄道博物館で保存・展示されている。
鉄道記念物に指定された当時は、表面は暗灰色に変色し、描かれた紋様も定かでないという状態で、更には無数のひび割れが発生するなど塗装表面の劣化が著しいものの、当時は現状を保って維持すべきとの意見が根強かったことから、ワニスの上塗りによって暫定的に塗装剥離を抑えていた。1966年（昭和41年）、博物館明治村に貸与される5号・6号御料車に続いて復元工事が施行されることとなり、翌年3月完成した。